# Bundesstraße 256
Pour les articles homonymes, voir Route 256.
La Bundesstraße 256 est une Bundesstraße des Länder de Rhénanie-du-Nord-Westphalie et de Rhénanie-Palatinat.

## Géographie
Le point de passage (AS Reichshof/Bergneustadt) est créé comme un échangeur d'autoroute en trèfle à part entière, car cette section faisait partie de la planification rejetée de l'A 451.
Elle franchit le Rhin entre Neuwied et Weißenthurm par le pont Raiffeisen. Il porte ce nom en hommage à Frédéric-Guillaume Raiffeisen, né à proximité, à Hamm (Sieg).

## Contournements
Le contournement de Rengsdorf est achevé le 23 septembre 2014 après huit années de construction. Le coût est d'environ 35 millions d'euros.
La construction d'un nouveau contournement de 3,4 km commence à Kruft en décembre 2009 et se termine en juillet 2014. Le 29 juillet 2014, l'inauguration par les secrétaires d'État Dorothee Bär et Heike Raab a lieu avec la participation de la population.
Le rond-point de Boxberg à Waldbröl est inauguré le 8 septembre 2017 après une période de construction d'environ 3 ans. Il repose sur un nouveau passage souterrain ferroviaire pour la ligne d'Osberghausen à Waldbröl. Les coûts de construction s'élèvent à 5,4 millions d'euros.

## Source
- (de) Cet article est partiellement ou en totalité issu de l’article de Wikipédia en allemand intitulé « Bundesstraße 256 » (voir la liste des auteurs).

1. ↑  (de) « Die Bundes- und Reichsstraßen in Deutschland - Nr. 166 bis 327 » [archive du 18 février 2009], sur home.arcor.de (consulté le 16 juillet 2025)